# Глендејл (Мисисипи)
Глендејл (енгл. Glendale) насељено је место без административног статуса у америчкој савезној држави Мисисипи.

## Демографија
По попису из 2010. године број становника је 1.657.
| Група             | 2000.    | 2010.       |
| Белци             | 0 (0,0%) | 656 (39,6%) |
| Афроамериканци    | 0 (0,0%) | 941 (56,8%) |
| Азијати           | 0 (0,0%) | 3 (0,2%)    |
| Хиспаноамериканци | 0 (0,0%) | 45 (2,7%)   |
| Укупно            | 0        | 1.657       |